# Asia Combi
Asia Combi (successivamente commercializzato come Kia Combi) era una serie di minibus costruiti dal 1983 all'ottobre 2002 da Asia Motors, e successivamente da Kia Motors. Asia Motors è di proprietà di Kia dal 1976.

## Storia
Nel 1983 furono lanciati i minibus "Combi" (codice telaio AM805/807) dalla Asia Motors a 24 posti, che entrarono in produzione nel 1984. La maggior parte delle versioni erano equipaggiate con il motore sei cilindri Mazda ZB da 4.052 cc che erogava 100 cavalli a 3.600 giri al minuto. Si trattava di un minibus con design simile alla prima generazione del Mazda Parkway, pur essendo basato sul telaio della seconda generazione Mazda Titan. Nel 1988 i fari circolari gemelli furono sostituiti con fari singoli "a occhio di gatto" (AM815). Nel 1994 l'AM815 Hi-Combi si aggiunge alla gamma. 
Nel 1996 ebbe luogo un'altra modifica, introducendo motori Hyundai a quattro cilindri più moderni e più piccoli di cilindrata che erogavano più potenza e internamente venne ridisegnato il cruscotto. I nuovi propulsori erano dei quattro cilindri in linea 3.3 D4AL e 3.9 D4DA dotati di turbocompressore eroganti 120 e 140 cavalli rispettivamente. Dopo la fusione nel 1999 di Kia e Hyundai, il marchio Asia Motors scomparve nel 2000 e il veicolo venne ribattezzato Kia Power Combi.
Nei mercati di esportazione in luogo del motore Hyundai vennero montati i propulsori della VM Motori 3.8 sei cilindri in linea 638 OHV da 135 cavalli e 320 Nm di coppia massima. 
A causa delle più stringenti normative sulle emissioni della Corea del Sud previste per il 2003, la produzione del Combi venne sospesa il 28 ottobre 2002 senza un successore.